# Dos Hermanas
Dos Hermanas è il più grande comune della provincia di Siviglia dopo il capoluogo. Ha una popolazione pari a 131.317 (2015) abitanti situato nella comunità autonoma dell'Andalusia.

## Geografia fisica
È attraversato per un breve tratto dal fiume Guadalquivir.

## Cultura
Nella famosa opera teatrale di Tirso de Molina "El burlador de Sevilla y convidado de piedra" (1612-1625), Dos Hermanas è menzionato come il luogo in cui Don Juan Tenorio s'intromette nel matrimonio di Arminta e Batricio, che abilmente inganna. ''Il seduttore di Siviglia e convitato di pietra'' è l'opera da cui deriva il nome il mito del "dongiovanni".